# Klaus Rajewsky
Klaus Rajewsky (Frankfurt am Main, 12 de novembro de 1936) é um imunologista alemão.

## Condecorações
- 1977 Prêmio Avery Landsteiner
- 1994 Prêmio Pesquisa Robert Pfleger, com Volker ter Meulen
- 1996 Prêmio Robert Koch, com Fritz Melchers
- 1997 Prêmio Körber de Ciência Europeia
- 2001 Deutsche Krebshilfe Preis
- 2008 Prêmio Ernst Schering
- 2009 Medalha Max Delbrück
- 2010 Prêmio Ernst Jung
- 2011 Medalha Johann Georg Zimmermann